# Fontaine-Henry
Fontaine-Henry is een gemeente in het Franse departement Calvados (regio Normandië) en telt 517 inwoners (1999). De plaats maakt deel uit van het arrondissement Caen.
Het plaatsje is vooral bekend vanwege het gelijknamige Renaissance kasteel, dat het hoogste dak van Frankrijk heeft, en beperkt is open gesteld voor publiek.

## Geografie
De oppervlakte van Fontaine-Henry bedraagt 5,8 km², de bevolkingsdichtheid is 89,1 inwoners per km².
De onderstaande kaart toont de ligging van Fontaine-Henry met de belangrijkste infrastructuur en aangrenzende gemeenten.

## Demografie
Onderstaande figuur toont het verloop van het inwonertal (bron: INSEE-tellingen).
Vanwege een beveiligingsprobleem met de MediaWiki Graph-software is het momenteel niet mogelijk deze grafiek weer te geven. Zodra de software is bijgewerkt zal de grafiek vanzelf weer zichtbaar worden.